# Sacramento

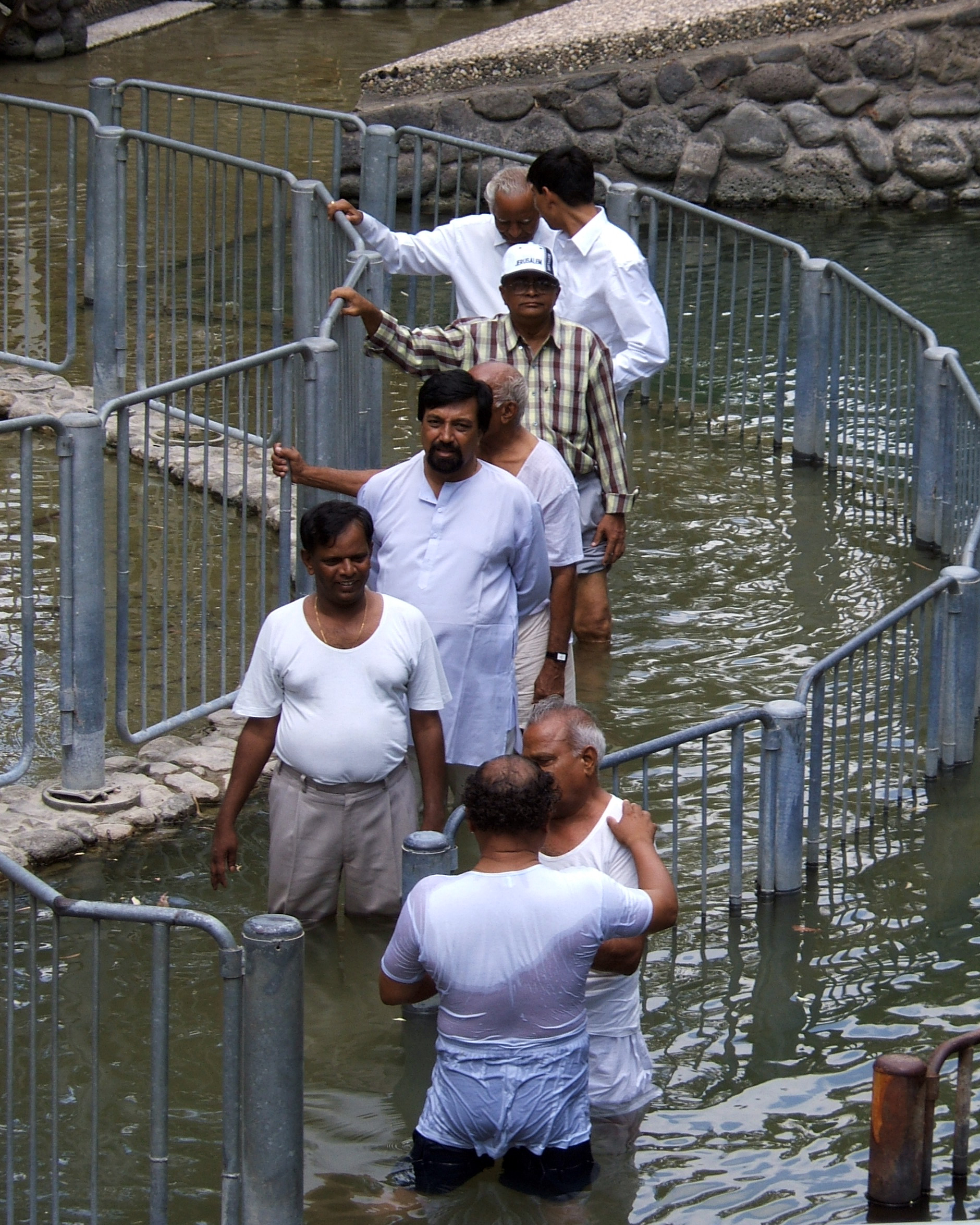
Personas esperando el bautismo en el Río Jordán, cerca del Mar de Galilea en Israel.

El término sacramento se refiere a una comprensión teológica de cómo lo divino se manifiesta dentro de la creación, y específicamente a un rito cristiano que es reconocido como particularmente importante y significativo. Existen diversas opiniones sobre la existencia, el número y el significado de estos ritos. Muchos cristianos consideran que los sacramentos son un símbolo visible de la realidad de Dios, así como un canal para la gracia divina. Muchas denominaciones, incluidas la católica, luterana, presbiteriana, anglicana, metodista y reformada, aceptan la definición de sacramento formulada por Agustín de Hipona: un signo externo de una gracia interna, instituido por Jesucristo. Los sacramentos significan la gracia de Dios de manera observable para el participante.
La Iglesia católica, la Iglesia husita checoslovaca y la Iglesia católica antigua reconocen siete sacramentos: el bautismo, la penitencia (reconciliación o confesión), la eucaristía (o Comunión), la confirmación, el matrimonio, el orden sagrado y la Unción de los Enfermos (extremaunción). Las Iglesias orientales, como la Iglesia ortodoxa y las Iglesias ortodoxas orientales, así como las Iglesias católicas orientales, también creen en la existencia de siete sacramentos principales, pero emplean el término misterios sagrados, correspondiente a la palabra griega μυστήριον (mysterion). Además, extienden este término a ritos que en la tradición occidental son denominados sacramentales y a otras realidades, como la misma Iglesia.
Muchas denominaciones protestantes, como las de la tradición reformada, reconocen solo dos sacramentos instituidos por Cristo: la eucaristía (o santa cena) y el bautismo. Las Iglesias luteranas incluyen estos dos y, a menudo, añaden la confesión (y absolución) como un tercer sacramento. La enseñanza anglicana y metodista sostiene que «hay dos sacramentos ordenados por nuestro Señor en el Evangelio, a saber, el bautismo y la cena del Señor» y que «esos cinco comúnmente llamados sacramentos, a saber, la confirmación, la penitencia, el orden, el matrimonio y la extremaunción, no deben considerarse sacramentos del Evangelio».
Algunas tradiciones, como la Sociedad Religiosa de los Amigos (cuáqueros), no observan ninguno de estos ritos, mientras que, en el caso de los anabaptistas, sostienen que son simplemente recordatorios o prácticas recomendables que no confieren gracia real; no son sacramentos, sino «ordenanzas» relacionadas con ciertos aspectos de la fe cristiana.

## Etimología
El vocablo sacramento proviene del latín sacramentum, con el cual en las traducciones más tempranas del griego al latín se buscó traducir el griego mystērion (μυστήριον).
Morfológicamente, sacramentum es una derivación del verbo sacrare ('hacer santo') mediante el sufijo denominalizador -mentum (instrumental, "medio para"), esto es, sacramentum equivale gramaticalmente a 'instrumento para hacer santo'. Este vocablo se usaba a la llegada del cristianismo a Roma para designar un juramento de los soldados romanos de servicio incondicional al ejército imperial.
En cuanto a mystērion, refiere a lo que hoy en día llamamos con la palabra 'misterio' o con 'místico'. El griego bíblico, hace referencia a "lo que, estando fuera de la comprensión natural, puede ser conocido solo por revelación divina".

## Iglesias Católica, Ortodoxa y Copta
Los sacramentos —en la teología de la Iglesia católica, ortodoxa y copta— son signos sensibles y eficaces de la gracia invisible de Dios a través de los cuales se otorga la vida divina, es decir, ofrecen al creyente el ser hijos de Dios. Según el catolicismo, la ortodoxia y el coptismo fueron instituidos por Jesucristo y confiados a la Iglesia. 
En total las Iglesias católica, ortodoxa y copta, reconocen siete sacramentos, en orden: 
- Sacramentos de iniciación cristiana
  1. Bautismo: con él se perdona el pecado original. Es un sacramento indeleble, posee carácter sacramental, con lo cual no puede ser reiterado.
  2. Eucaristía: También llamada comunión, en ella, tras la consagración del pan y el vino, se toma el cuerpo y la sangre de Cristo. Normalmente se comulga bajo la Hostia consagrada, aunque en ocasiones especiales se puede comulgar bajo las dos especies. La comunión puede ser administrada por obispos, presbíteros, y diáconos.
  3. Confirmación: En ella se recibe al Espíritu Santo y el confirmando reafirma su Fe en Dios y se compromete a llevar una vida como cristiano. Ha de ser impartida por un obispo y en caso de necesidad, este nombra a un sacerdote de forma excepcional. Es un sacramento indeleble, posee carácter sacramental, con lo cual no puede ser reiterado.
- Sacramentos de curación
  1. Reconciliación o Penitencia: Consiste en el arrepentimiento verdadero de los pecados, presentados a Dios, el cual, perdona por intercesión del sacerdote u obispo. En casos extremos se puede recibir la absolución colectiva, siempre y cuando si se supera esta situación, se acuda a un presbítero u obispo para recibir el sacramento de la reconciliación de forma individual.
  2. Unción de enfermos: Se administra a toda aquella persona con problemas de salud o en peligro de muerte. Consiste en la unción con el santo crisma sobre la frente y manos, de forma que se le concede una gracia especial eficaz para fortalecerlo y reconfortarlo en su enfermedad, y prepararlo para el encuentro con Dios.
- Sacramentos de servicio
  1. Orden Sacerdotal: En él, ciertos varones se consagran a Dios y hacen votos de pobreza, obediencia y castidad. Es un sacramento indeleble, posee carácter sacramental, con lo cual no puede ser reiterado.
  2. Matrimonio. Unión indisoluble de varón y mujer.

Los sacramentos se administran en distintos momentos de la vida del católico, No son un símbolo, sino, por el contrario, son un Signo Visible de la presencia de Dios y abarcan por entero, desde el bautismo (que se suele administrar a los niños) hasta la unción de los enfermos (que antes del Concilio Vaticano II se aplicaba solo a los que estuvieran en peligro de muerte). Mientras la totalidad de los sacramentos pueden ser administrados por el obispo, solo cinco de los siete sacramentos pueden ser administrados por un presbítero. Los diáconos por su parte solo pueden administrar el bautismo y el matrimonio. El bautismo, en ocasiones excepcionales, puede ser administrado por cualquier laico, o incluso no católico, que tenga la intención de hacer con el signo lo que la Iglesia hace. Además, según la opinión de la mayoría de los teólogos de rito latino en el sacramento del matrimonio los ministros son los mismos contrayentes, sin embargo prácticamente la totalidad de los teólogos de rito oriental y una importante minoría de los de rito latino rechaza esta tesis.
En el caso de la Ortodoxia (Iglesia ortodoxa) y del Coptismo (Iglesia Copta) bautismo, confirmación y eucaristía (en ese orden) se administran a los niños durante el primer año de vida. Los niños siguen recibiendo la eucaristía sin condición previa hasta que tiene uso de razón, desde este momento deben confesarse antes de acceder a la Eucaristía. El Matrimonio es administrado por el sacerdote. Al contrario de la Iglesia Católica por lo regular a los diáconos no se les permite administrar sacramentos en estas iglesias.

## Iglesias protestantes

### Iglesia Anglicana
La Iglesia Anglicana solo acepta los dos sacramentos que según dicha iglesia están claramente presentes en los evangelios, el bautismo y la eucaristía. Sobre otros sacramentos existen debates y diversas posturas teológicas, y reciben el nombre de "sacramentos menores". Respecto a esto es menester saber que la Iglesia Anglicana está dividida en tres partes: «Iglesia alta» o «Anglocatólica» surgida del Movimiento de Oxford a principios del siglo XIX sector que acepta y practica los siete sacramentos o actos de fe que nos relacionan con el Dios de la creación, la «Iglesia baja» o sector que por mantener posturas calvinistas rechaza que estos actos de fe, definidos por la Iglesia con sustentación bíblica, se llamen sacramentos, y la Iglesia liberal que considera que todos los sacramentos son puramente simbólicos. Por eso, no para toda la Iglesia Anglicana solo existen dos sacramentos, para muchos anglicanos en el mundo, los sacramentos son siete.

### Luteranos
El luteranismo considera a los sacramentos como base esencial de la religión. En las Confesiones de Augsburgo de 1530, primera exposición oficial de sus principios, dice que los sacramentos son «ritos basados en un mandamiento o precepto de Dios y a los que se ha añadido la promesa de gracia». Apoyado en ese principio las Confesiones de Augsburgo y su Apología, establecen que "los verdaderos sacramentos" son tres:
1. Bautismo
2. Eucaristía
3. Confesión y Absolución

### Iglesias Presbiterianas
Los sacramentos reconocidos por las Iglesias Presbiterianas son solo dos:
1. Bautismo
2. La santa cena

#### El bautismo
La Iglesia Presbiteriana considera el bautismo como el acto por medio del cual los creyentes testifican su fe por medio de una profesión pública. Según esta iglesia, con el bautismo los creyentes no solo son admitidos en la Iglesia Visible y dentro de la Familia de Dios, sino que a través de dicho acto reciben la señal y el sello del Pacto de Gracia y de este modo, expresan que han experimentado en su encuentro personal con Cristo, el lavamiento o regeneración que opera el Espíritu Santo en el interior de sus vidas.
El elemento externo que se usa para este acto es el agua común y la forma y práctica para administrarlo, tanto a los niños como a los adultos, es por aspersión o efusión. Se administra en el nombre del Padre, del Hijo y del Espíritu Santo.

#### La Santa Cena
Para la Iglesia presbiteriana es el sacramento, que expresa la redención de Jesucristo y uno de los medios de gracia para la nutrición espiritual y testimonio de los creyentes acerca de su unión con Cristo, como el nuevo Pueblo de Dios; unión sellada con el Nuevo Pacto, a través de su sangre.
Según la Iglesia presbiteriana, este sacramento fue instituido directamente por Jesucristo la noche en que fue entregado a sus enemigos.
Se utilizan dos elementos, el pan y el vino.  Siendo el pan, pan común, a criterio de cada iglesia. Aunque algunas iglesias prefieren usar pan u obleas sin levadura, quedando en libertad para hacerlo.
En cuanto al vino, usan preferentemente jugo auténtico de uva; pudiendo usar también vino de consagrar.

### Iglesias evangélicas
En las iglesias del cristianismo evangélico, adhiriéndose a la doctrina de la Iglesia de creyentes, hay dos  ordenanzas que son el bautismo del creyente (por inmersión en agua) y la comunión. Algunas denominaciones bautistas y pentecostales también practican el lavatorio de los pies como una tercera ordenanza.

### Iglesia Adventista
La Iglesia Adventista del Séptimo Día reconoce dos ritos, que no considera sacramentos:
- El bautismo
- La Cena del Señor.

#### El bautismo
Los Adventistas del Séptimo Día practican el bautismo de los creyentes por inmersión completa, en forma similar a los Bautistas. Argumentan que el bautismo requiere consentimiento por entendimiento, y responsabilidad moral. De manera que los bebés solamente son dedicados al Señor, que en realidad es un símbolo de la gratitud a Dios por el bebé, por parte de los padres, la comunidad e Iglesia, y de su compromiso de criar al niño en el amor de Jesús. Los Adventistas del Séptimo Día creen que el bautismo es un nuevo nacimiento hablando espiritualmente, testifican su muerte al pecado y de su intención de caminar en una vida nueva. El bautismo es símbolo de la unión con Cristo, del perdón de los pecados, y de la recepción del Espíritu Santo y es contingente sobre una afirmación de fe en Jesús y un arrepentimiento de pecados evidente, es una declaración pública del compromiso de la vida del individuo y su entrega a Jesús; por lo tanto comienza una nueva vida en el Señor.

#### Cena del Señor
Los Adventístas del Séptimo Día practican la Cena del Señor (conocida en otras denominaciones como eucaristía), la cual es un servicio abierto, basado en el informe de San Juan capítulo 13. El servicio incluye una ceremonia de lavamiento de los pies y la participación de la Cena del Señor que consiste de panes sin levadura y jugo de uva no fermentado.

## Otras confesiones

### Sociedad Religiosa de los Amigos (Cuáqueros)
La Sociedad Religiosa de los Amigos (Cuáqueros) no reconocen ningún sacramento, de acuerdo al principio que la inspira de comunicación directa de cada creyente con Dios.

### Testigos de Jehová
Los testigos de Jehová reconocen un solo sacramento, el bautismo. Sin embargo, ellos no utilizan la expresión sacramento para referirse al bautismo, ni lo consideran un rito.
Solo pueden bautizarse aquellos que tienen capacidad de elegir y comprender qué simboliza el bautismo. Por tanto, no bautizan a los recién nacidos. Hay una serie de pasos previos antes del bautismo:
1. Conocimiento: se debe adquirir un conocimiento de las enseñanzas fundamentales de la Biblia. (Juan 17:3)
2. Obediencia: evidencia de obedecer los principios de la Biblia.
3. Arrepentimiento: sentir pesar por haber violado los principios bíblicos. Implica un cambio de actitud hacia cierta acción o conducta pasada.
4. Conversión: El arrepentimiento lleva a volverse a Dios. Esto se hace público mediante obras propias del arrepentimiento. (Hechos 26:20)
5. Dedicación y Bautismo: Dedicación significa apartar algo para un propósito sagrado. El voto de dedicación se expresa en oración privada a Dios. Es la promesa solemne a Jehová Dios de dedicar la propia vida a cumplir su voluntad; servir a Dios ocupará siempre el primer lugar.  Cuando la persona se bautiza, da prueba pública de su dedicación a Jehová Dios. El bautismo es un símbolo que indica que la persona que se somete a la inmersión en agua se ha dedicado incondicionalmente a Jehová Dios mediante Jesucristo. (Compárese con Mateo 16:24.) Al ser sumergido y luego levantado del agua, el que se bautiza muere figurativamente respecto al derrotero que hasta entonces ha seguido en la vida y es levantado a un nuevo modo de vivir, para hacer sin reservas la voluntad de Dios. (Compárese con Romanos 6:4-6.)

### La Iglesia de Jesucristo de los Santos de los Últimos Días
El único sacramento reconocido por La Iglesia de Jesucristo de los Santos de los Últimos Días es:
1. La Santa Cena: para los Santos de los Últimos Días, la Santa Cena es el Sacramento y la ordenanza de tomar el pan y el agua en memoria del sacrificio expiatorio de Cristo. El pan partido representa su cuerpo quebrantado;[22] el agua representa la sangre que derramó Jesucristo al expiar nuestros pecados.